# História do veículo elétrico
A história do veículo elétrico refere-se a evolução histórica do veículo propulsionado por motor elétrico.
As carruagens elétricas rudimentares foram inventadas no final das décadas de 1820 e 1830 e, os veículos elétricos disponíveis comercialmente surgiram durante a década de 1890.[carece de fontes?]
Um veículo elétrico manteve o recorde de velocidade veicular terrestre até cerca de 1900. No início do século XX, o alto custo, a baixa velocidade máxima e o curto alcance dos veículos elétricos a bateria, em comparação com os veículos de motor de combustão interna, levaram a um declínio mundial na sua utilização como veículos motorizados privados. Os veículos elétricos continuaram a ser utilizados para equipamentos de carga e transporte e para transportes públicos – especialmente veículos ferroviários.
No início do século XXI, o interesse em veículos elétricos e com combustíveis alternativos em veículos automóveis particulares aumentou devido: à crescente preocupação com os problemas associados aos veículos movidos a hidrocarbonetos, incluindo os danos ao ambiente causados pelas suas emissões; a sustentabilidade da atual infraestrutura de transporte baseada em hidrocarbonetos; e melhorias na tecnologia de veículos elétricos.
Desde 2010, as vendas combinadas de carros totalmente elétricos e vans utilitárias atingiram 1 milhão de unidades entregues globalmente em setembro de 2016, 4,8 milhões de carros elétricos em uso no final de 2019, e as vendas acumuladas de carros elétricos plug-in leves atingiram 10 milhões de unidades até o final de 2020. A proporção global entre as vendas anuais de carros elétricos a bateria e híbridos plug-in passou de 56:44 em 2012 para 74:26 em 2019 e caiu para 69:31 em 2020. Desde agosto de  2020, o Tesla Model 3 totalmente elétrico é o carro de passageiros elétrico plug-in mais vendido de todos os tempos, com cerca de 645.000 unidades.

## História
A invenção do primeiro modelo de veículo elétrico é atribuída a diversas pessoas. Os primeiros projetos de motores elétricos foram feitos por pessoas como o cientista norte-americano Benjamin Franklin (1706–1790). Em 1828, o padre e físico húngaro Ányos Jedlik inventou um dos primeiros tipos de motor elétrico funcional, e criou um pequeno protótipo de veículo movido por seu motor. Mas o primeiro veículo considerado elétrico foi construído pelo ferreiro vermontês Thomas Davenport em 1835, que posteriormente foi aperfeiçoado para andar em trilhos.

### Locomotivas elétricas
O veículo elétrico de Thomas Davenport, foi uma engenhoca que operava em uma pista curta, circular e eletrificada (semelhante a pista de autorama). A primeira locomotiva elétrica conhecida foi construída em 1837, na Escócia, pelo químico Robert Davidson de Aberdeen. Era alimentado por células galvânicas (baterias). Este mais tarde construiu uma locomotiva maior chamada Galvani. As sete toneladas do veículo tinha dois motores de relutância de acionamento direto, com eletroímãs fixos atuando em barras de ferro presas a um cilindro de madeira em cada eixo, e comutadores simples. Ele transportou uma carga de 6 long tons (6,100 kg) a 4 mph (6.4 km/h) por uma distância de 1.5 mi (2.4 km). Foi testado na ferrovia de Edimburgo e Glasgow em setembro do ano seguinte, mas a energia limitada das baterias impediu seu uso geral. Foi destruído pelos trabalhadores ferroviários, que o consideraram uma ameaça à sua segurança no emprego.
Uma patente para o uso de trilhos como condutores de corrente elétrica foi concedida na Inglaterra em 1840, e patentes semelhantes foram emitidas para Lilley e Colten nos Estados Unidos em 1847. O primeiro vagão a bateria foi usado em 1887 na Royal Bavarian State Railways.

## Elétricos em escala
As baterias recarregáveis que forneciam um meio viável para armazenar eletricidade a bordo de um veículo só surgiram em 1859, com a invenção da bateria de chumbo-ácido pelo físico francês Gaston Planté. Camille Alphonse Faure, outro cientista francês, melhorou significativamente o design da bateria em 1881; suas melhorias aumentaram muito a capacidade dessas baterias e levaram diretamente à sua fabricação em escala industrial.
O que é provavelmente o primeiro veículo elétrico para transporte humano com fonte de energia própria foi testado ao longo de uma rua de Paris em abril de 1881 pelo inventor francês Gustave Trouvé. Em 1880, Trouvé melhorou a eficiência de um pequeno motor elétrico desenvolvido pela Siemens e usando a bateria recarregável recentemente desenvolvida, instalou-a em um triciclo inglês James Starley, inventando assim o primeiro veículo elétrico do mundo. Embora tenha sido testado com sucesso em 19 de abril de 1881 ao longo da Rue Valois, Paris, ele não conseguiu patenteá-lo. Trouvé adaptou rapidamente seu motor movido a bateria para propulsão marítima; para facilitar o transporte de sua conversão marítima de sua oficina até o vizinho rio Sena, Trouvé tornou-o portátil e removível do barco, inventando assim o motor de popa. Em 26 de maio de 1881, o protótipo do barco Trouvé de 5 metros, chamado Le Téléphone, atingiu uma velocidade de 1 m/s (3.6 km/h; 2.2 mph) indo rio acima e 2.5 m/s (9.0 km/h; 5.6 mph) a jusante.
O inventor inglês Thomas Parker, responsável por inovações como a eletrificação do metrô de Londres, dos bondes suspensos em Liverpool e Birmingham e do combustível sem fumaça coalite, construiu seu primeiro carro elétrico em Wolverhampton em 1884, embora a única documentação seja uma fotografia de 1895.
O interesse de longa data de Parker na construção de veículos com maior eficiência de combustível o levou a fazer experiências com veículos elétricos. Ele também pode estar preocupado com os efeitos malignos que a fumaça e a poluição estavam causando em Londres. A produção do carro ficou a cargo da Elwell-Parker Company, fundada em 1882 para a construção e venda de bondes elétricos. A empresa fundiu-se com outros rivais em 1888 para formar a Electric Construction Corporation; esta empresa detinha um monopólio virtual no mercado britânico de carros elétricos na década de 1890. A empresa fabricou o primeiro 'carrinho para cães' elétrico em 1896.
O engenheiro alemão Andreas Flocken construiu o primeiro carro elétrico real em 1888.
Os trens elétricos também eram usados para transportar carvão para fora das minas, pois seus motores não consumiam o precioso oxigênio. Antes da preeminência dos motores de combustão interna, os automóveis elétricos também detinham muitos recordes de velocidade e distância. Entre os mais notáveis desses recordes estava a quebra dos 100 km/h (62 mph) barreira de velocidade, por Camille Jenatzy em 29 de abril de 1899 em seu veículo 'em forma de foguete Jamais Contente, que atingiu uma velocidade máxima de 105.88 km/h (65.79 mph).

O primeiro carro elétrico dos Estados Unidos foi desenvolvido em 1890–91 por William Morrison de Des Moines; o veículo era uma perua de seis passageiros capaz de atingir a velocidade de 14 mph (23 km/h) . Somente em 1895 é que os consumidores começaram a dedicar atenção aos veículos elétricos depois que AL Ryker introduziu os primeiros triciclos elétricos nos EUA.

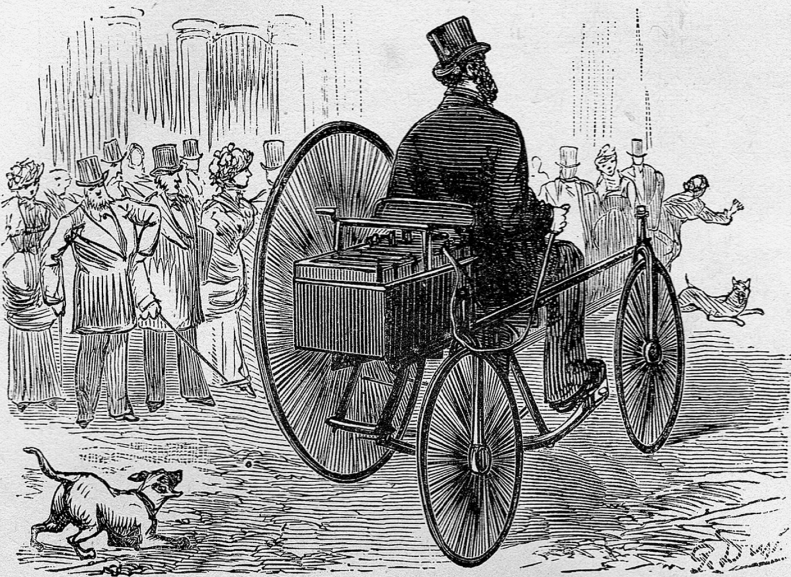
Triciclo deGustave Trouvé(1881), o primeiro carro elétrico do mundo
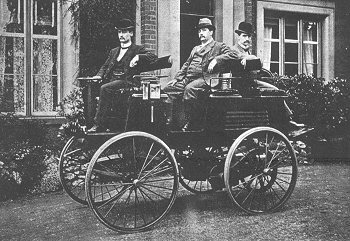
Carro elétrico construído na Inglaterra porThomas Parker, foto de 1895
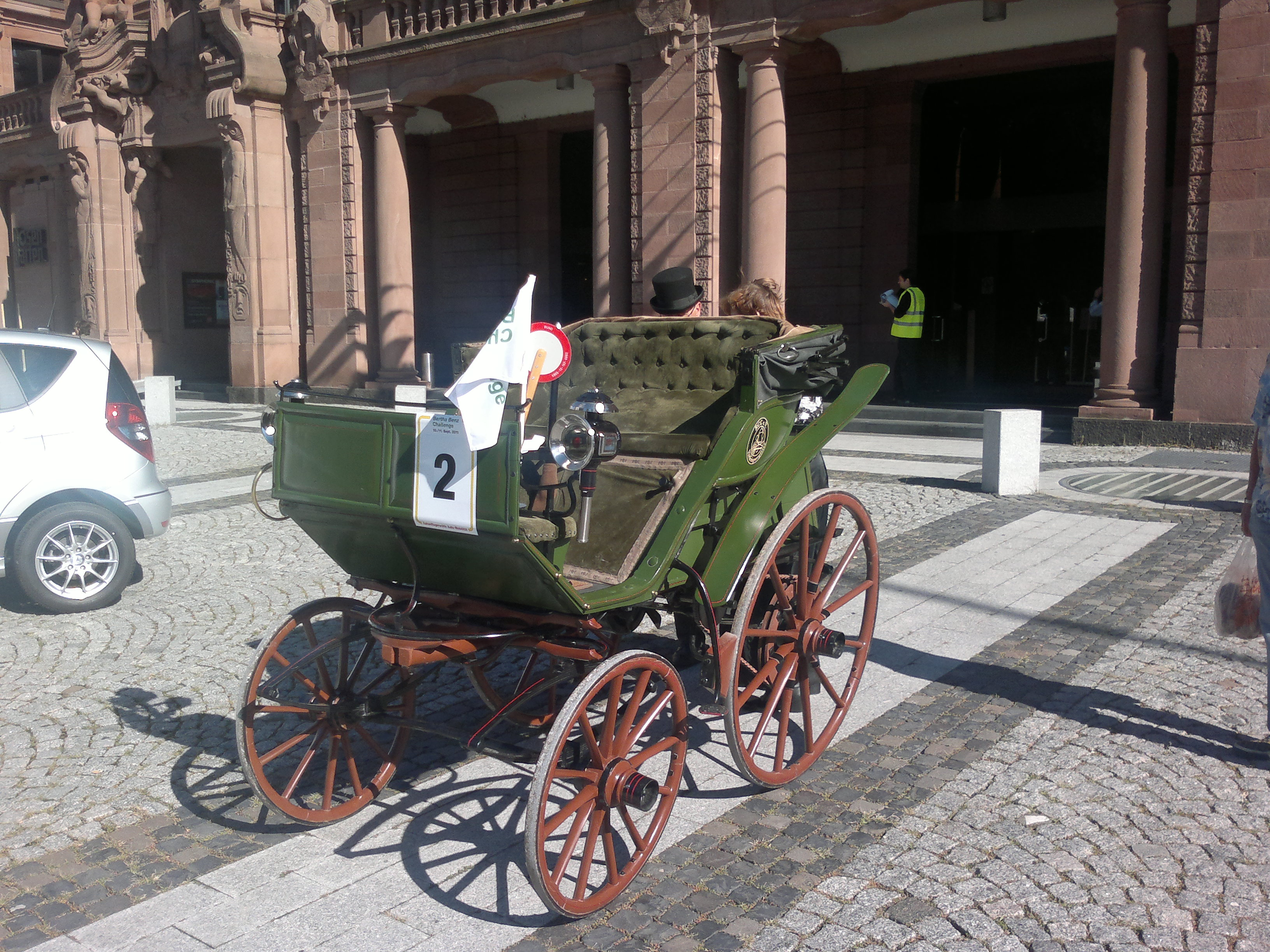
Elektrowagen, 1888 (reconstrução, 2011)
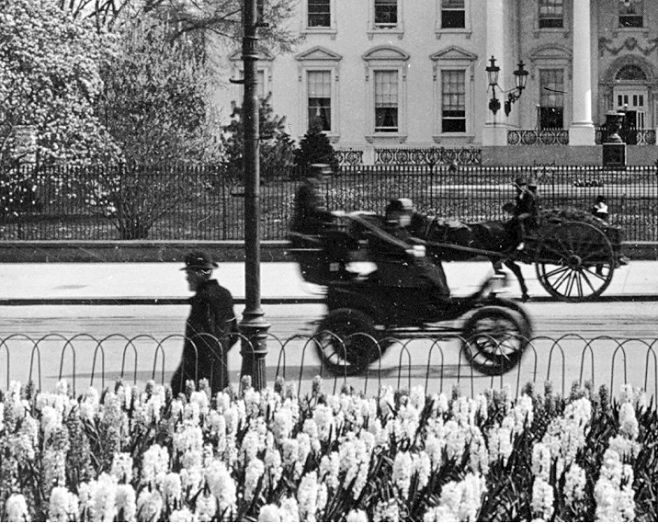
Táxi elétrico "Victoria" da Columbia Electric (1896–99) em 1905, passando em frente da Casa Branca.
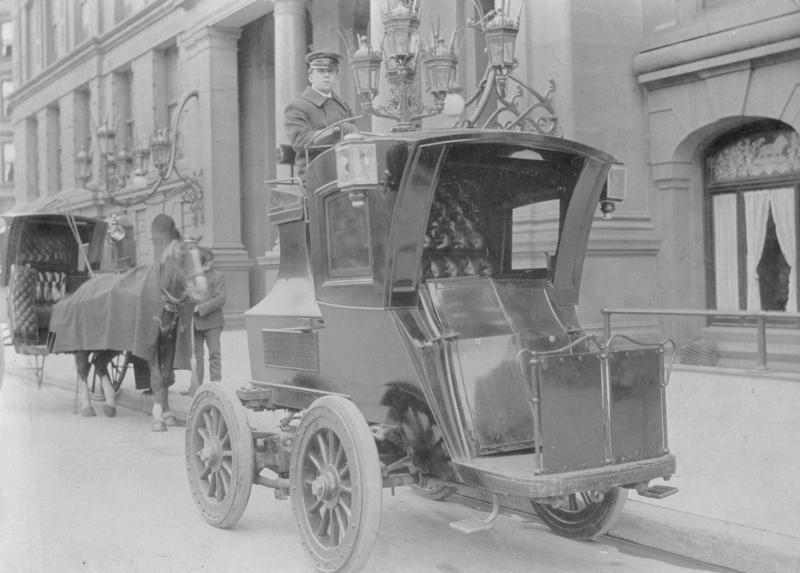
Carro elétrico alemão, 1904, com motorista em cima

## Décadas de 1890 a 1910: era de ouro
O interesse pelos veículos motorizados aumentou muito no final da década de 1890 e início do século XX. Os táxis elétricos movidos a bateria tornaram-se disponíveis no final do século XIX. Em Londres, Walter Bersey projetou uma frota desses táxis e os apresentou às ruas de Londres em 1897. Eles logo foram apelidados de "Beija-flores" devido ao zumbido idiossincrático que faziam. No mesmo ano, na cidade de Nova York, a Samuel's Electric Carriage and Wagon Company começou a operar 12 táxis hansom elétricos. A empresa funcionou até 1898 com até 62 táxis operando até ser reformada por seus financiadores para formar a Electric Vehicle Company.
Os veículos elétricos tinham algumas vantagens sobre os seus concorrentes do início do século XX. Eles não tinham a vibração, o cheiro e o ruído associados aos carros a gasolina. Eles também não exigiram mudanças de marcha. Os carros também eram preferidos porque não exigiam esforço manual para dar partida, assim como os carros a gasolina. que apresentava uma manivela para ligar o motor.
Os carros elétricos encontraram popularidade entre os clientes abastados que os usavam como carros urbanos, onde seu alcance limitado provou ser uma desvantagem menor.
A aceitação dos carros elétricos foi inicialmente dificultada pela falta de infraestruturas energéticas. Nos Estados Unidos, na virada do século, 40% dos automóveis eram movidos a vapor, 38% a eletricidade e 22% a gasolina. Um total de 33.842 carros elétricos foram registrados nos Estados Unidos, e o país onde os carros elétricos ganharam maior aceitação. A maioria dos primeiros veículos elétricos eram carruagens enormes e ornamentadas, projetadas para clientes da classe alta, o que os tornou populares. Eles apresentavam interiores luxuosos e estavam repletos de materiais caros. Os veículos elétricos eram frequentemente comercializados como carros de luxo para mulheres, o que pode ter gerado um estigma entre os consumidores do sexo masculino. As vendas de carros elétricos atingiram o pico no início da década de 1910. Havia mais de 300 fabricantes listados que produziram um veículo nos Estados Unidos até 1942.
Na década de 1910, a The Standard Electric usava motores elétricos Westinghouse e afirmava ter um alcance de 110 milhas com carga. Era operado por uma cana do leme do lado esquerdo. O controlador tinha seis velocidades de avanço e uma velocidade máxima de 20 mph. O modelo M era um modelo Coupe fechado ou Runabout aberto e custava de US$ 1.785 a US$ 1.900.

### Energia como serviço e veículo geral
Para superar o alcance operacional limitado dos veículos elétricos e a falta de infraestrutura de recarga, um serviço de bateria trocável foi proposto pela primeira vez já em 1896. O conceito foi colocado em prática pela primeira vez pela Hartford Electric Light Company através do serviço de baterias GeVeCo e estava inicialmente disponível para caminhões elétricos. O proprietário do veículo comprou o veículo da General Vehicle Company (GVC, uma subsidiária da General Electric Company) sem bateria e a eletricidade foi adquirida da Hartford Electric através de uma bateria trocável. O proprietário pagava uma taxa variável por quilômetro rodado e uma taxa de serviço mensal para cobrir a manutenção e armazenamento do caminhão. Tanto os veículos quanto as baterias foram modificados para facilitar uma troca rápida de baterias. O serviço foi prestado entre 1910 e 1924 e durante esse período percorreu mais de 6 milhões de milhas. A partir de 1917, um serviço semelhante de sucesso foi operado em Chicago para proprietários de carros da Milburn Wagon Company que também podiam comprar o veículo sem as baterias.

Na cidade de Nova Iorque, na era pré- Primeira Guerra Mundial, dez empresas de veículos elétricos uniram-se para formar a Associação de Veículos Elétricos de Nova Iorque. A associação incluía fabricantes e revendedores, entre eles a divisão de caminhões da General Motors, e a já mencionada divisão General Vehicle da General Electric, que afirmava ter quase 2.000 veículos em operação na região metropolitana.

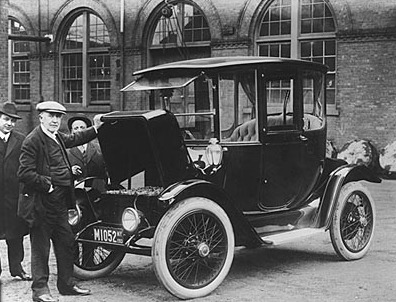
Tomás Edison e um carro elétrico em 1913
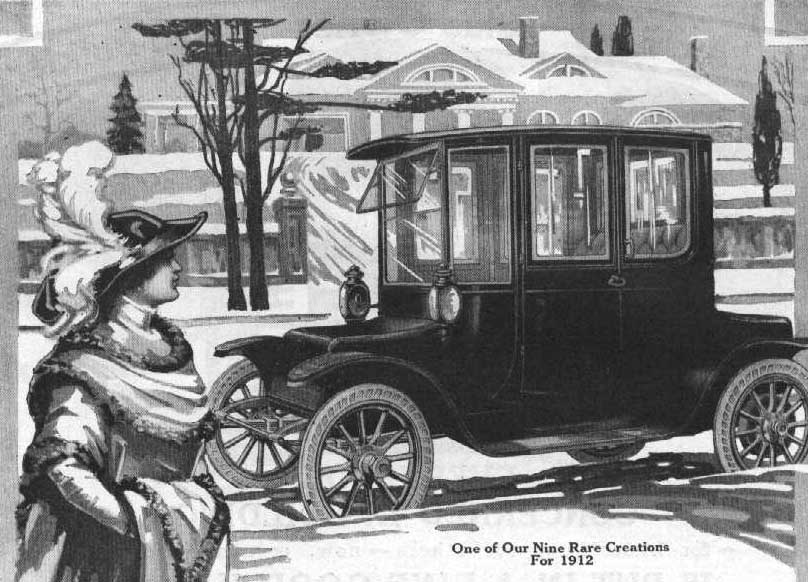
anúncio da Detroit Electric de 1912

## Décadas de 1920 a 1950: idade das trevas
Depois de fazer sucesso no início do século XX, o carro elétrico começou a perder espaço no mercado automobilístico. Vários desenvolvimentos contribuíram para esta situação. Na década de 1920, uma infraestrutura rodoviária mais desenvolvida melhorou os tempos de viagem, criando a necessidade de veículos com uma autonomia maior do que a oferecida pelos carros elétricos. As descobertas mundiais de grandes reservas de petróleo levaram à ampla disponibilidade de gasolina a preços acessíveis, tornando os carros movidos a gasolina mais baratos para operar em longas distâncias. Os carros elétricos eram limitados ao uso urbano devido à sua baixa velocidade (não mais do que 24-32 km/h ou 15–20 mph) e faixa baixa (50–65 km ou 30-40 milhas), e os carros a gasolina agora eram capazes de viajar mais longe e mais rápido do que os elétricos equivalentes.
Os carros a gasolina também superaram muitos dos seus pontos negativos em relação aos elétricos, em diversas áreas. Enquanto os carros ICE originalmente tinham que ser acionados manualmente para dar partida – uma atividade difícil e às vezes perigosa – a invenção da partida elétrica por Charles Kettering em 1912 eliminou a necessidade de uma manivela de partida manual. Além disso, embora os motores a gasolina sejam inerentemente mais barulhentos que os motores elétricos, a invenção do silenciador por Milton Reeves e Marshall T. Reeves em 1897 reduziu significativamente o ruído para níveis toleráveis. Finalmente, o início da produção em massa de veículos movidos a gás por Henry Ford fez baixar o seu preço.
A maioria dos fabricantes de carros elétricos interrompeu a produção em algum momento da década de 1910. Os veículos elétricos tornaram-se populares para certas aplicações onde o seu alcance limitado não representava grandes problemas. As empilhadeiras eram movidas eletricamente quando foram introduzidas por Yale em 1923. Na Europa, especialmente no Reino Unido, os carros de entrega de leite eram movidos a eletricidade e, durante a maior parte do século 20, a maioria dos veículos rodoviários elétricos a bateria do mundo eram carros de entrega de leite britânicos. Carrinhos de golfe elétricos foram produzidos pela Lektro já em 1954. Na década de 1920, o apogeu dos carros elétricos já havia passado e, uma década depois, a indústria automobilística elétrica havia efetivamente desaparecido.
Anos se passaram sem um grande renascimento no uso de carros elétricos. Os países europeus famintos de combustível que lutaram na Segunda Guerra Mundial experimentaram carros elétricos, como o carro francês Bréguet Aviation, mas no geral, enquanto o desenvolvimento do ICE progredia a um ritmo acelerado, a tecnologia dos veículos elétricos estagnou. No final da década de 1950, a Henney Coachworks e a National Union Electric Company, fabricantes de baterias Exide, formaram uma joint venture para produzir um novo carro elétrico, o Henney Kilowatt, baseado no francês Renault Dauphine. O carro foi produzido em configurações de 36 volts e 72 volts. Os modelos de 72 volts tinham uma velocidade máxima próxima de 96 km/h (60 mph) e poderia viajar por quase uma hora com uma única carga. Apesar do desempenho melhorado do Kilowatt em relação aos carros elétricos anteriores, era cerca do dobro do custo de um Dauphine normal movido a gasolina, e a produção terminou em 1961.

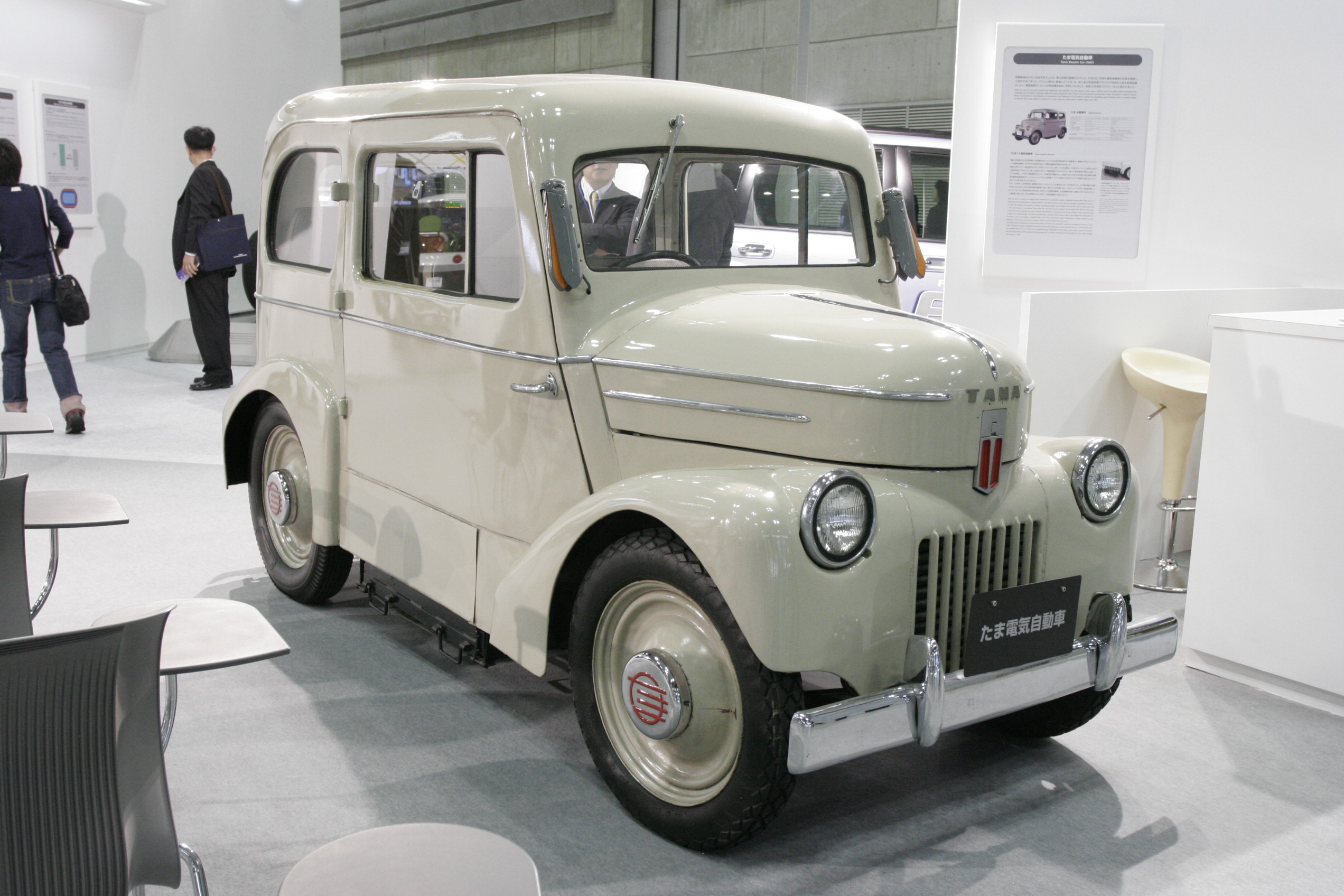
Veículo elétrico TAMA, produzido pela Companhia de Aeronaves Tachikawae m 1947.
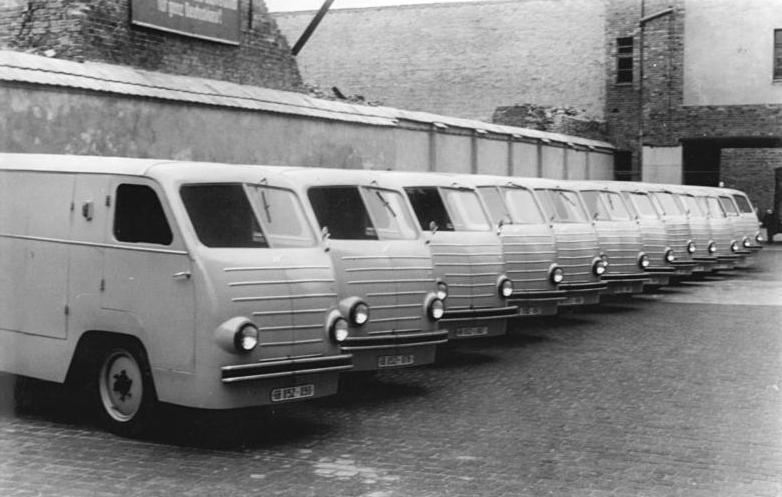
Vans elétricas da Alemanha Oriental parte do Correio Alemão em 1953.
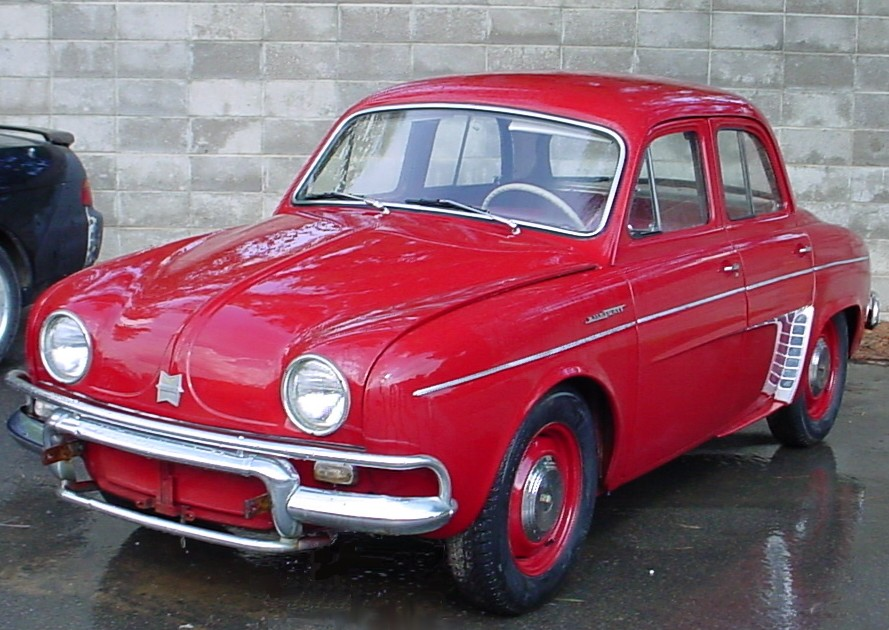
O Henney Quilowatt, um carro elétrico de produção de 1961

## Décadas de 1960 a 1990: renascimento do interesse
Em 1959, a American Motors Corporation (AMC) e a Sonotone Corporation anunciaram um esforço conjunto de pesquisa para considerar a produção de um carro elétrico movido por uma bateria "autocarregável". AMC tinha uma reputação de inovação em carros econômicos, enquanto a Sonotone tinha tecnologia para fabricar baterias de níquel-cádmio em placas sintetizadas que podiam ser recarregadas rapidamente e pesavam menos do que as versões tradicionais de chumbo-ácido.
Em meados da década de 1960, surgiram alguns carros-conceito elétricos a bateria, como o Scottish Aviation Scamp (1965), e uma versão elétrica do carro a gasolina da General Motors, o Electrovair (1966). Nenhum deles entrou em produção. O Enfield 8000 de 1973 chegou à produção em pequena escala, 112 foram eventualmente produzidos. Em 1967, a AMC fez parceria com a Gulton Industries para desenvolver uma nova bateria baseada em lítio e um controlador de velocidade projetado por Victor Wouk. Uma bateria de níquel-cádmio fornecia energia para uma perua Rambler American 1969 totalmente elétrica. Outros veículos AMC experimentais "plug-in" desenvolvidos com Gulton incluíram o Amitron (1967) e o similar Electron (1977).
Em 31 de julho de 1971, um carro elétrico recebeu a distinção única de se tornar o primeiro veículo tripulado a circular na Lua; esse carro era o Lunar Roving Vehicle, que foi implantado pela primeira vez durante a missão Apollo 15. O "Moon buggy" foi desenvolvido pela Delco Electronics, subsidiária da Boeing e da GM apresentava um motor DC em cada roda e um par de baterias não recarregáveis de hidróxido de potássio prata-zinco de 36 volts.
Depois de anos fora dos holofotes, as crises energéticas das décadas de 1970 e 1980 suscitaram um interesse renovado na percepção da independência que os carros elétricos tinham em relação às flutuações do mercado energético de hidrocarbonetos. No entanto, veículos como o Sinclair C5, intensamente comercializado, falharam. A General Motors criou um carro-conceito usando outro carro a gasolina como base, o Electrovette (1976). No Salão do Automóvel de Los Angeles de 1990, o presidente da General Motors, Roger Smith, revelou o carro-conceito elétrico GM Impact, juntamente com o anúncio de que a GM construiria carros elétricos para venda ao público.
A aprovação da Lei de Pesquisa, Desenvolvimento e Demonstração de Veículos Elétricos e Híbridos de 1976 nos EUA forneceu incentivos governamentais para o desenvolvimento de veículos elétricos nos EUA. A Electric Fuel Propulsion Corporation (agora Apollo Energy Systems) produziu o Electrosport (um AMC Hornet convertido), o Mars I (um Renault Dauphine convertido) e o Mars II (um Renault R-10 convertido). A Jet Industries vendeu o Electra-Van 600 (um Subaru Sambar 600 convertido), o Electra-Van 750 (picapes Mazda B2000 /Ford Courier convertidos), o Electrica (carros Ford Escort/Mercury Lynx convertidos) e o Electrica 007 (Dodge convertido Carros Omni 024 /Plymouth Horizon TC3). A US Electricar Corp., com sede em Massachusetts, vendeu o Lectric Leopard, um Renault 5 convertido. A Electric Vehicle Associates vendeu o Current Fare (um Ford Fairmont convertido) e o Change of Pace (um AMC Pacer convertido). A US Electricar, Inc., com sede na Califórnia, vendeu um Geo Prizm convertido. A Solectria Corporation (agora Azure Dynamics) vendeu o Solectria Force (um Geo Metro convertido) e o E10 (um Chevrolet S-10 convertido). Mais tarde, a General Motors também produziria um S-10 elétrico, o Chevrolet S-10 EV, baseado no General Motors EV1.
No início da década de 1990, o California Air Resources Board (CARB), a "agência de ar limpo" do governo da Califórnia, iniciou um esforço para veículos mais eficientes em termos de combustível e com baixas emissões, com o objetivo final sendo uma mudança para veículos com emissões zero como veículos elétricos. Em resposta, as montadoras desenvolveram modelos elétricos, incluindo o Chrysler TEVan, a picape Ford Ranger EV, a picape GM EV1 e S10 EV, o hatchback Honda EV Plus, o miniwagon Altra EV com bateria de lítio Nissan e o Toyota RAV4 EV. O Altra se destacou por ser o primeiro EV de produção a usar baterias de íon-lítio. As montadoras foram acusadas de atender aos desejos da CARB para continuarem a vender carros no lucrativo mercado californiano, ao mesmo tempo em que não promoveram adequadamente seus veículos elétricos, a fim de criar a impressão de que os consumidores não estavam interessados nos carros, ao mesmo tempo que se juntava aos lobistas da indústria petrolífera contra o CARB. O programa da GM foi alvo de um escrutínio especial; num movimento incomum, os consumidores não foram autorizados a comprar EV1s, mas foram solicitados a assinar contratos de locação fechados, o que significa que os carros tiveram de ser devolvidos à GM no final do período de locação. Chrysler, Toyota e um grupo de revendedores GM processaram a CARB no tribunal federal.
Após protestos públicos de grupos de motoristas de EV chateados com a reintegração de posse de seus carros, a Toyota ofereceu os últimos 328 RAV4-EVs para venda ao público em geral por seis meses até 22 de novembro de 2002. A Toyota continua a apoiar as várias centenas de Toyota RAV4-EVs nas mãos do público em geral e na utilização da frota. A GM desativou os poucos EV1s que foram doados a escolas de engenharia e museus.
Ao longo da década de 1990, o interesse em carros eficientes em termos de combustível ou ecológicos diminuiu entre os consumidores nos Estados Unidos, que preferiram veículos utilitários desportivos, que eram acessíveis para operar apesar da sua fraca eficiência de combustível graças aos preços mais baixos da gasolina. Os fabricantes de automóveis nacionais dos EUA optaram por concentrar as suas linhas de produtos em veículos baseados em caminhões, que gozavam de margens de lucro maiores do que os carros mais pequenos, preferidos em locais como a Europa ou o Japão.
A maioria dos veículos elétricos nas estradas mundiais eram veículos elétricos de vizinhança (NEVs) de baixa velocidade e baixo alcance. A Pike Research estimou que havia quase 479.000 NEVs nas estradas mundiais em 2011. Os dois maiores mercados de NEV do mundo em 2011 foram os Estados Unidos, com 14.737 unidades vendidas, e a França, com 2.231 unidades. Outros microcarros elétricos vendidos na Europa foram o Kewet, desde 1991, e substituído pelo Buddy, lançado em 2008. Além disso, o Th!nk City foi lançado em 2008, mas a produção foi interrompida devido a dificuldades financeiras. A produção foi reiniciada na Finlândia em dezembro de 2009. O Th!nk foi vendido em vários países europeus e nos EUA Em junho de 2011, a Think Global entrou com pedido de falência e a produção foi interrompida. As vendas mundiais atingiram 1.045 unidades em março de 2011. Um total de 200.000 carros elétricos pequenos de baixa velocidade foram vendidos na China em 2013, a maioria dos quais movidos por baterias de chumbo-ácido. Esses veículos elétricos não são considerados pelo governo como veículos de nova energia devido a questões de segurança e ambientais e, consequentemente, não desfrutam dos mesmos benefícios que os carros elétricos plug-in legais para rodovias.

## Década de 2000: elétricos modernos para rodovias
A fabricante de carros elétricos da Califórnia, Tesla, Inc., iniciou o desenvolvimento em 2004 do Tesla Roadster, que foi entregue aos clientes pela primeira vez em 2008. O Roadster foi o primeiro carro totalmente elétrico de produção a viajar mais de 200 milhas (320 km) por carga. Desde 2008, a Tesla vendeu aproximadamente 2.450 Roadsters em mais de 30 países até dezembro de 2012. A Tesla parou de receber pedidos do Roadster no mercado dos EUA em agosto de 2011, e o Tesla Roadster 2012 foi vendido em número limitado apenas na Europa, Ásia e Austrália.

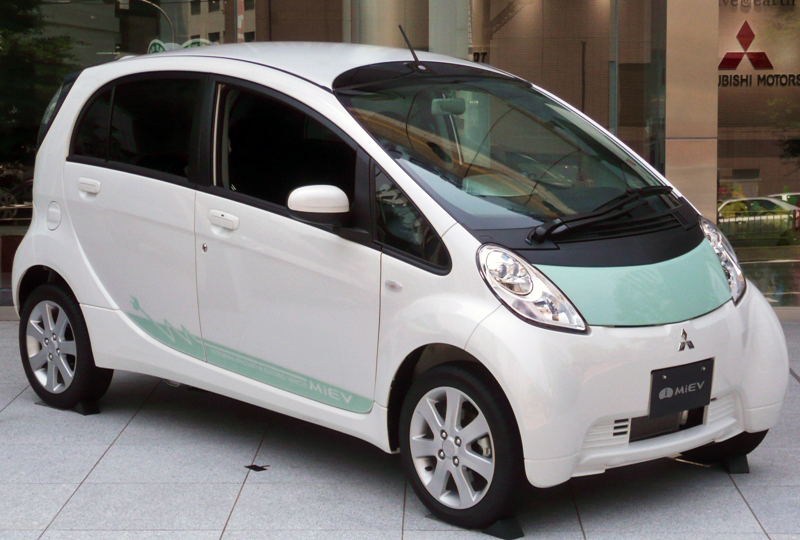
O Mitsubishi i-MiEV foi lançado no Japão em 2009

O Mitsubishi i-MiEV foi lançado no Japão para clientes de frota em julho de 2009 e para clientes individuais em abril de 2010, seguido por vendas ao público em Hong Kong em maio de 2010 e na Austrália em julho 2010 via leasing. O i-MiEV foi lançado na Europa em dezembro de 2010, incluindo uma versão rebatizada vendida na Europa como Peugeot iOn e Citroën C-Zero. O lançamento no mercado nas Américas começou na Costa Rica em fevereiro de 2011, seguido pelo Chile em maio de 2011. As entregas para frotas e clientes de varejo nos EUA e Canadá começaram em dezembro de 2011.
Os líderes seniores de vários grandes fabricantes de automóveis, incluindo a Nissan e a GM, afirmaram que o Roadster foi um catalisador que demonstrou que existe uma procura reprimida dos consumidores por veículos mais eficientes. Em uma edição de agosto de 2009 da The New Yorker, o vice-presidente da GM, Bob Lutz, foi citado como tendo dito: "Todos os gênios aqui na General Motors continuaram dizendo que a tecnologia de íons de lítio está a 10 anos de distância, e a Toyota concordou conosco - e boom, junto vem Tesla. Então eu disse: 'Como é que uma pequena startup da Califórnia, dirigida por caras que não sabem nada sobre o negócio de automóveis, pode fazer isso, e nós não podemos?'".

### Década de 2010

O estoque global de veículos elétricos híbridos plug-in (PHEVs) e veículos elétricos a bateria (BEVs) tem crescido continuamente desde a década de 2010.

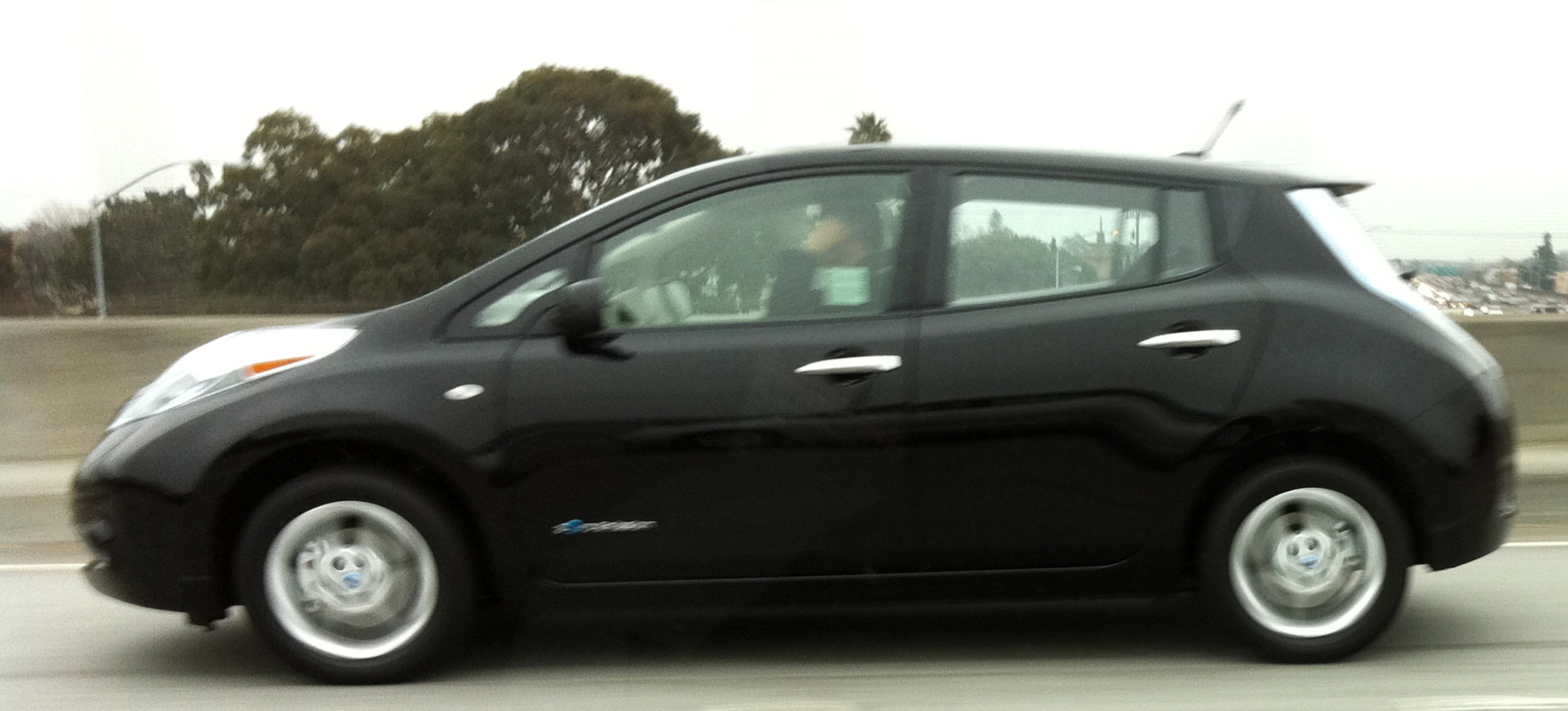
O primeiro Nissan Leaf entregue nos EUA foi para um cliente na área da baía de São Francisco

O Nissan Leaf, lançado no Japão e nos Estados Unidos em dezembro de 2010, tornou-se o primeiro hatchback moderno da família de cinco portas, totalmente elétrico e com emissão zero de escapamento, a ser produzido para o mercado de massa por um grande fabricante.
A rede Better Place foi a primeira implantação comercial moderna do modelo de troca de baterias. No final de 2012, a empresa começou a sofrer dificuldades financeiras e decidiu suspender a implementação na Austrália e reduzir as suas atividades não essenciais na América do Norte, uma vez que a empresa decidiu concentrar os seus recursos nos seus dois mercados existentes. As dificuldades financeiras da empresa foram causadas pelo elevado investimento necessário para desenvolver a infraestrutura de carregamento e troca, cerca de US$ 850 milhões em capital privado e uma penetração de mercado significativamente inferior à originalmente prevista por Shai Agassi. Menos de 1.000 carros Fluence ZE foram implantados em Israel e cerca de 400 unidades na Dinamarca.
O Smart electric drive, Wheego Whip LiFe, Mia electric, Volvo C30 Electric e o Ford Focus Electric foram lançados para clientes de varejo durante 2011. O BYD e6, lançado inicialmente para clientes de frota em 2010, iniciou as vendas no varejo em Shenzhen, em outubro de 2011. O Bolloré Bluecar foi lançado em dezembro de 2011 e implantado para uso no serviço de compartilhamento de carros Autolib em Paris. O arrendamento a clientes particulares e empresariais teve início em outubro de 2012 e está limitado à Île-de-France. Em Fevereiro de 2011, o Mitsubishi i MiEV tornou-se o primeiro carro elétrico a vender mais de 10.000 unidades, incluindo os modelos identificados na Europa como Citroën C-Zero e Peugeot. O recorde foi registrado oficialmente pelo Guinness World Records. Vários meses depois, o Nissan Leaf ultrapassou o i MiEV como o carro totalmente elétrico mais vendido de todos os tempos, e em fevereiro de 2013 as vendas globais do Leaf atingiram a marca de 50.000 unidades.
O próximo veículo Tesla, o Modelo S, foi lançado nos EUA em 22 de junho de 2012 e a primeira entrega de um Modelo S a um cliente de varejo na Europa ocorreu em 7 de agosto de 2013. O próximo modelo foi o Tesla Model X. Outros modelos lançados no mercado em 2012 e 2013 incluem o BMW ActiveE, Coda, Renault Fluence ZE, Honda Fit EV, Toyota RAV4 EV, Renault Zoe, Roewe E50, Mahindra e2o, Chevrolet Spark EV, Mercedes-Benz SLS AMG, Fiat 500e, Volkswagen e-Up! e BMW i3. A Toyota lançou o Scion iQ EV nos EUA (Toyota eQ no Japão) em 2013. A produção do carro é limitada a 100 unidades. As primeiras 30 unidades foram entregues à Universidade da Califórnia, Irvine, em março de 2013, para uso em sua frota de compartilhamento de carros de transporte habilitado para rede de veículos com emissão zero (ZEV-NET).
Desde dezembro de 2015, as vendas globais de carros elétricos foram lideradas pelo Nissan Leaf, com mais de 200.000 unidades vendidas, tornando o Leaf o carro elétrico para rodovias mais vendido do mundo na história. O Tesla Model S, com entregas globais de mais de 100.000 unidades, é listado como o segundo carro totalmente elétrico mais vendido de todos os tempos. O Modelo S foi classificado como o veículo elétrico plug-in mais vendido do mundo em 2015, acima do segundo melhor em 2014. O Modelo S também foi o carro plug-in mais vendido nos EUA em 2015. A maioria dos modelos lançados nos mercados mundiais para clientes de varejo durante 2015 eram híbridos plug-in. Os únicos novos carros totalmente elétricos de produção em série lançados até outubro de 2015 foram o BYD e5 e o Tesla Model X, juntamente com diversas variantes da linha Tesla Model S.

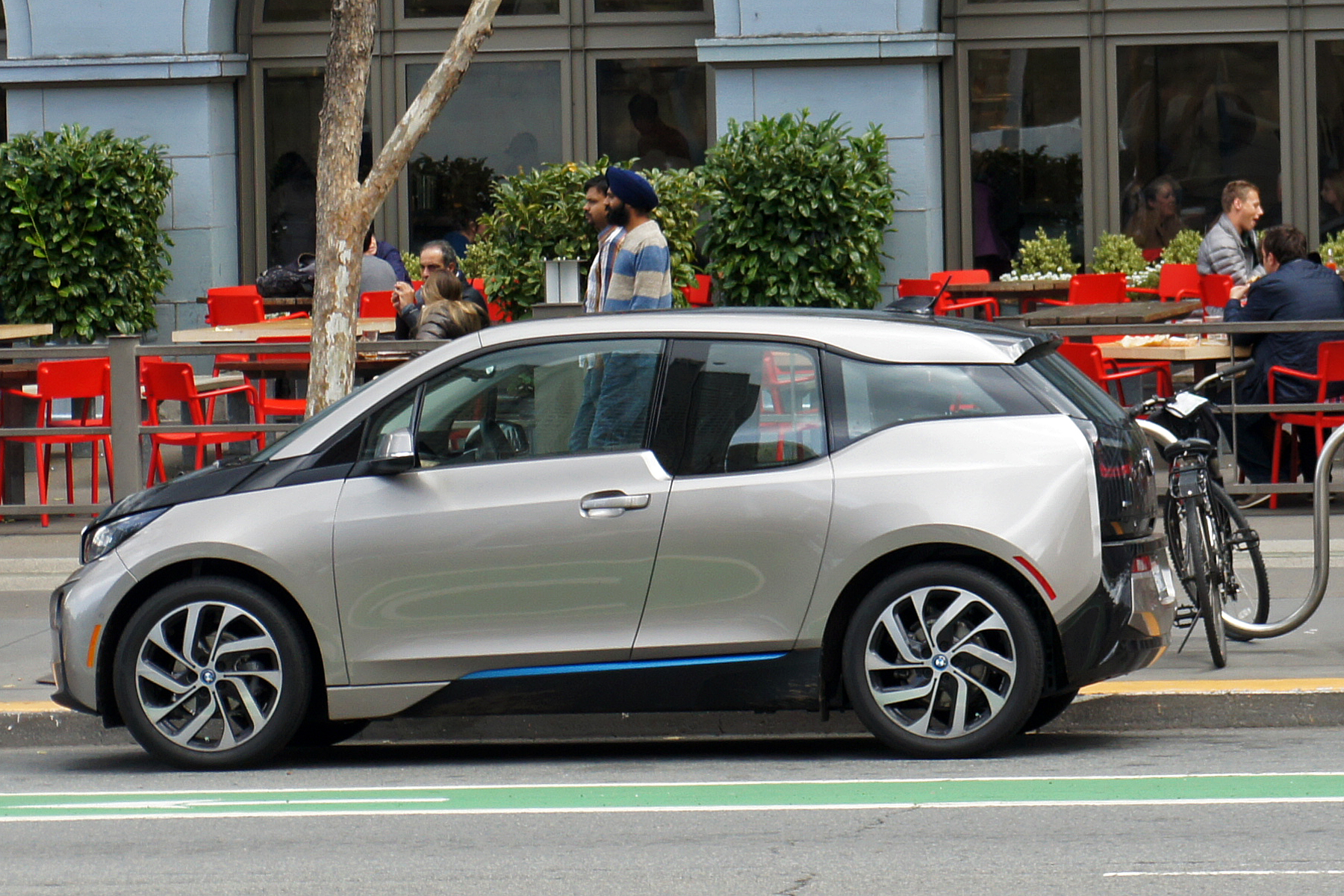
As entregas no varejo do BMW i3 começaram na Europa em novembro de 2013 O i3 foi classificado como o terceiro carro totalmente elétrico mais vendido em 2014.

A Aliança Renault-Nissan atingiu vendas globais de 100.000 veículos totalmente elétricos em julho de 2013. O 100.000º cliente foi um estudante americano que comprou um Nissan Leaf. Em meados de janeiro de 2014, as vendas globais do Nissan Leaf atingiram a marca de 100.000 unidades, representando uma participação de mercado de 45% dos veículos elétricos puros vendidos em todo o mundo desde 2010.
Desde junho de 2014, havia mais de 500.000 carros elétricos de passageiros e vans utilitárias plug-in no mundo, com os EUA liderando as vendas de carros elétricos plug-in, com uma participação de 45% nas vendas globais. Em setembro de 2014, as vendas de carros elétricos plug-in nos Estados Unidos atingiram a marca de 250.000 unidades. As vendas acumuladas globais do Tesla Model S ultrapassaram a marca de 50.000 unidades em outubro de 2014. Em Novembro de 2014, a Aliança Renault-Nissan atingiu 200.000 veículos totalmente elétricos entregues globalmente, representando uma quota de 58% do segmento de mercado global de veículos ligeiros totalmente elétricos.
Os carros totalmente elétricos mais vendidos no mundo em 2014 foram o Nissan Leaf (61.507), o Tesla Model S (31.655), o BMW i3 (16.052) e o Renault Zoe (11.323). Contabilizando os híbridos plug-in, o Leaf e o Model S também ficaram em primeiro e segundo lugar entre os 10 carros elétricos plug-in mais vendidos no mundo. Os modelos totalmente elétricos lançados para clientes de varejo em 2014 incluem BMW Brilliance Zinoro 1E, Chery eQ, Geely-Kandi Panda EV, Zotye Zhidou E20, Kia Soul EV, Volkswagen e-Golf, Mercedes-Benz B-Class Electric Drive e Venúcia e30.

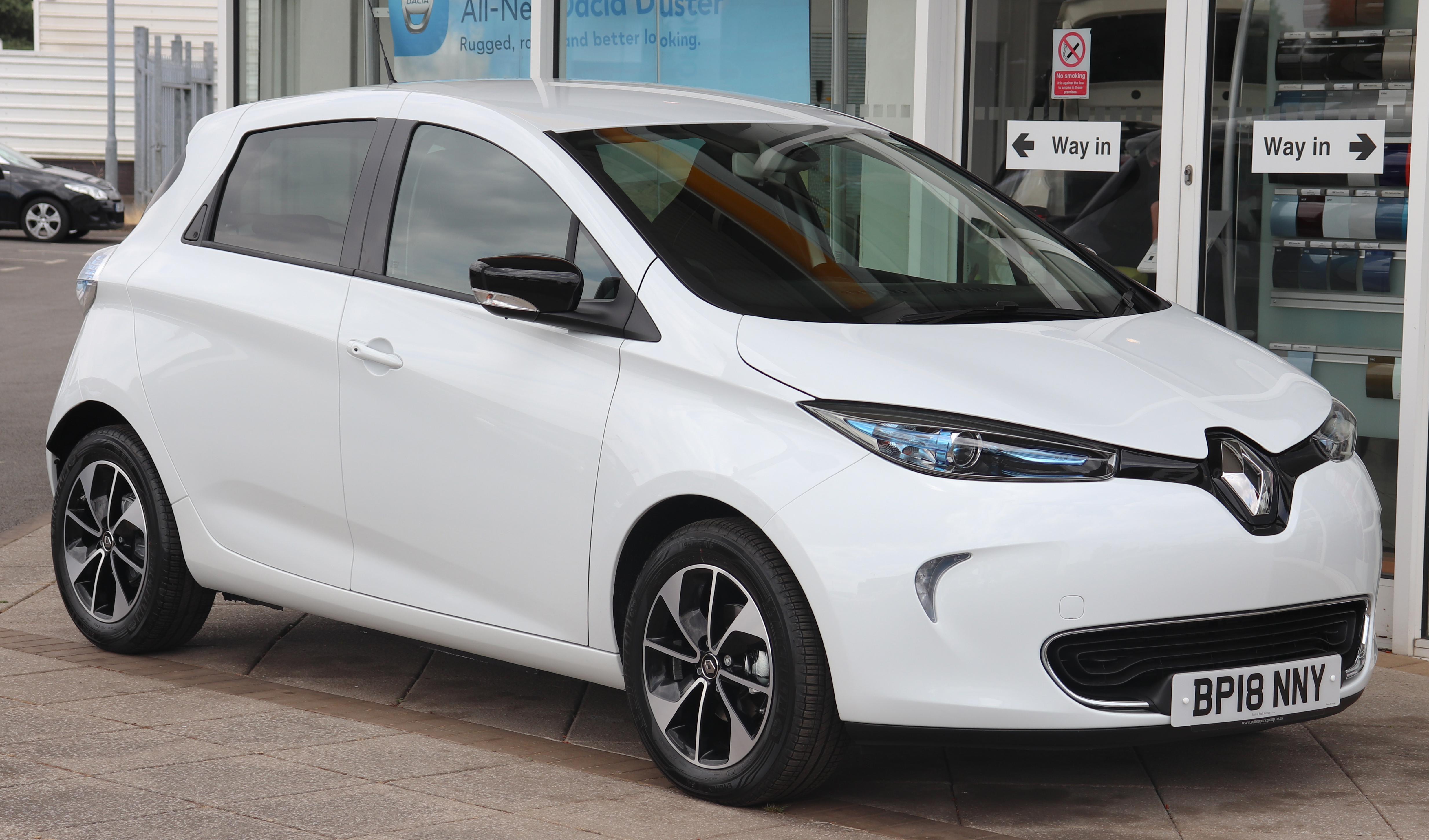
As vendas globais do Renault Zoe, lançado em 2012, atingiram a marca de 50.000 unidades em junho de 2016.

A GM revelou o carro-conceito Chevrolet Bolt EV no Salão do Automóvel Internacional Norte-Americano de 2015. O Bolt está programado para disponibilidade no final de 2016 como ano modelo 2017. GM antecipa que o Bolt oferecerá uma autonomia totalmente elétrica de mais de 200 milhas (320 km), com preços a partir de US$37,500 antes de quaisquer incentivos governamentais aplicáveis.
Em maio de 2015, as vendas globais de automóveis de passageiros totalmente elétricos e veículos utilitários leves, permitidos nas rodovias, ultrapassaram a marca de 500.000 unidades, representando vendas desde 2008. Destes, a Nissan representa cerca de 35%, a Tesla Motors cerca de 15% e a Mitsubishi cerca de 10%. Também em maio de 2015, o Renault Zoe e o BMW i3 ultrapassaram a marca de 25.000 unidades de vendas globais. As vendas mundiais do Modelo S ultrapassaram a marca de 75.000 unidades em junho de 2015.
No início de junho de 2015, a Aliança Renault-Nissan continuou como fabricante líder de veículos totalmente elétricos, com vendas globais de mais de 250.000 veículos 100% elétricos, representando cerca de metade do segmento global do mercado de veículos leves totalmente elétricos. As vendas da Nissan totalizaram 185.000 unidades, incluindo o Nissan Leaf e a van e-NV200. A Renault vendeu 65 mil veículos elétricos e sua linha inclui o automóvel de passageiros ZOE, a van Kangoo ZE, o sedã SM3 ZE (anteriormente Fluence ZE) e o quadriciclo Twizy.
Em meados de setembro de 2015, o estoque global de carros de passageiros e vans utilitários elétricos plug-in legais para rodovias ultrapassou a marca de um milhão de vendas, com os elétricos puros capturando cerca de 62% das vendas globais. O estado da Califórnia é o maior mercado regional de carros plug-in, com mais de 158.000 unidades vendidas entre dezembro de 2010 e junho de 2015, representando 46,5% de todos os carros plug-in vendidos nos EUA Até dezembro de 2014, a Califórnia não só tinha mais veículos elétricos plug-in do que qualquer outro estado do país, mas também mais do que qualquer outro país.

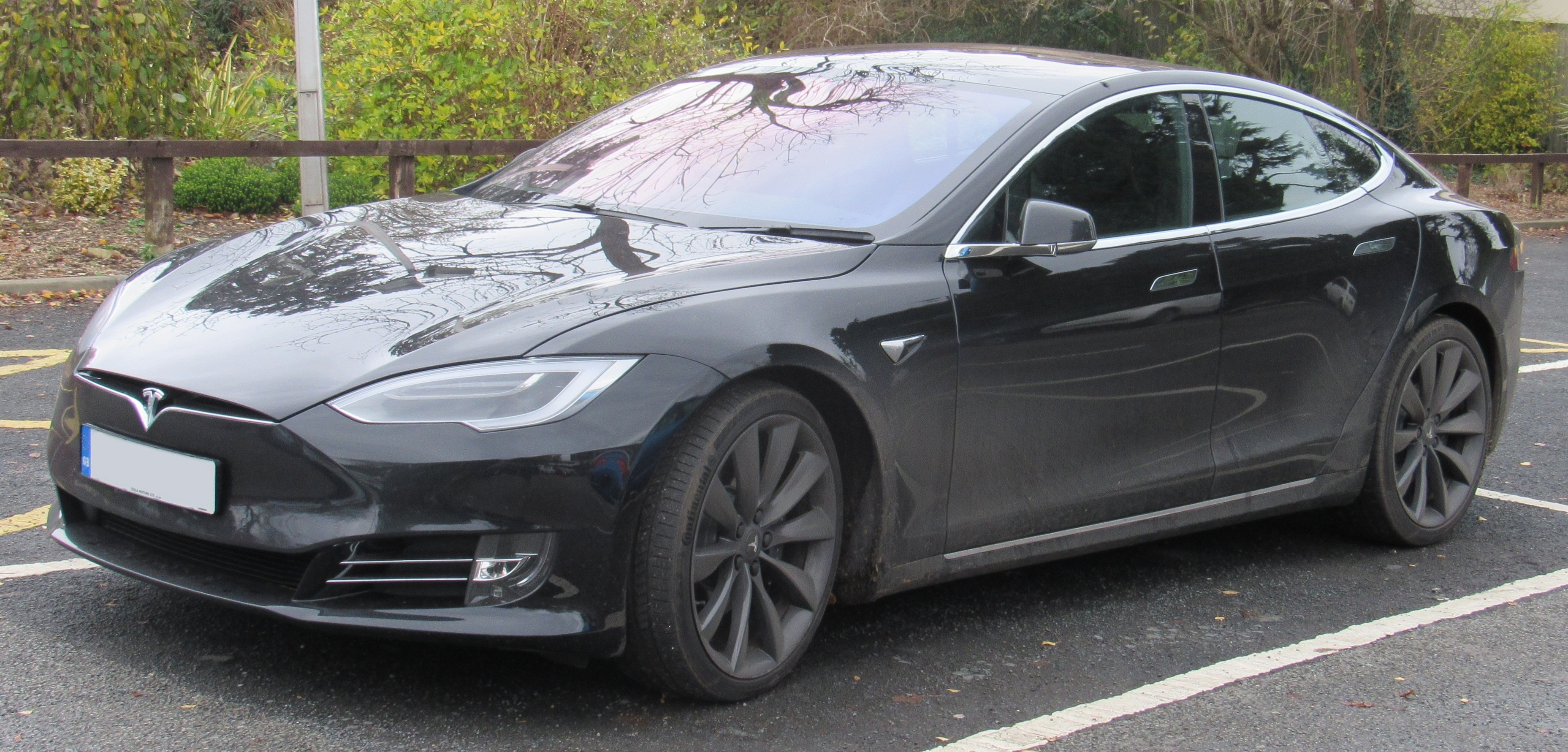
O Tesla Model S foi o carro elétrico plug-in mais vendido em todo o mundo em 2015 e 2016.

O Tesla Model 3 foi lançado em 31 de março de 2016. Com preços a partir de US$35,000 e autonomia totalmente elétrica de 215 milhas (350 km), o Modelo 3 é o primeiro veículo da Tesla, Inc. voltado para o mercado de massa. Antes do evento de inauguração, mais de 115.000 pessoas reservaram o Modelo 3. Desde abril de 2016, a Tesla relatou mais de 325.000 reservas, mais que o triplo dos 107.000 carros Modelo S que a Tesla vendeu até o final de 2015. Estas reservas representam vendas potenciais de mais de US$14 bilhões. Desde março de 2016, a Tesla, Inc. vendeu quase 125.000 carros elétricos em todo o mundo desde a entrega de seu primeiro Tesla Roadster em 2008.
A Aliança Renault-Nissan atingiu o marco de 350.000 veículos elétricos vendidos globalmente em agosto de 2016, e também estabeleceu um recorde da indústria de 100.000 veículos elétricos vendidos num único ano. As vendas globais de veículos elétricos da Nissan ultrapassaram a marca de 250.000 unidades também em agosto de 2016. As vendas globais de veículos elétricos da Renault ultrapassaram a marca de 100.000 unidades no início de setembro de 2016. As vendas globais do Tesla Model X ultrapassaram a marca de 10.000 unidades em agosto de 2016, com a maioria dos carros entregues nos Estados Unidos.

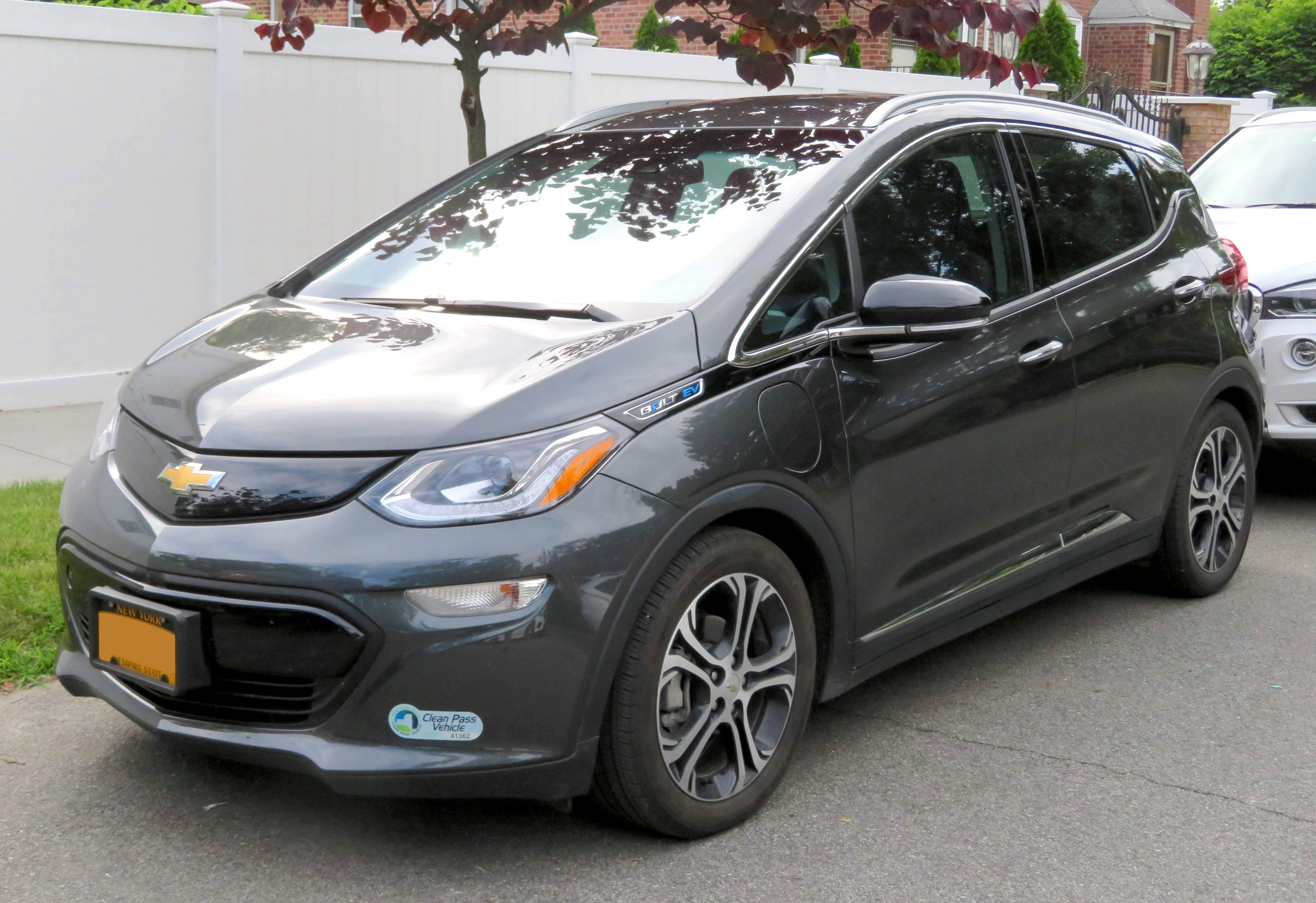
Os primeiros Chevrolet Bolt EVs foram entregues a clientes na área da baía de São Francisco em dezembro de 2016

As vendas globais acumuladas de automóveis de passageiros e vans utilitárias puramente elétricos ultrapassaram o marco de um milhão de unidades em setembro de 2016. As vendas globais do Tesla Model S atingiram o marco de 150.000 unidades em novembro de 2016, quatro anos e cinco meses após a sua introdução, e apenas mais cinco meses do que o Nissan Leaf levou para atingir o mesmo numero. Entregas no varejo do 238 milhas (380 km) Chevrolet Bolt EV começou na área da baía de São Francisco em 13 de dezembro de 2016. Em dezembro de 2016, a Nissan informou que os proprietários do Leaf em todo o mundo alcançaram a marca de 3 km conduzidos coletivamente até novembro de 2016, poupando o equivalente a quase 500 kg (1,100 lb) de emissões CO2. As vendas globais do Nissan Leaf ultrapassaram 250.000 unidades entregues em dezembro de 2016. O Tesla Model S foi o carro elétrico plug-in mais vendido do mundo em 2016 pelo segundo ano consecutivo, com 50.931 unidades entregues globalmente.
Em dezembro de 2016, a Noruega tornou-se o primeiro país onde 5% de todos os automóveis de passageiros registados eram carros elétricos plug-in. Quando as vendas de automóveis novos na Noruega são categorizadas por motorização ou combustível, nove dos dez modelos mais vendidos em 2016 eram modelos com tração elétrica. O segmento norueguês de tração elétrica alcançou uma participação de mercado combinada de 40,2% das vendas de automóveis novos de passageiros em 2016, consistindo em 15,7% para carros totalmente elétricos, 13,4% para híbridos plug-in e 11,2% para híbridos convencionais. Também em janeiro de 2017, o segmento de automóveis de passageiros eletrificados, composto por híbridos plug-in, automóveis totalmente elétricos e híbridos convencionais, ultrapassou pela primeira vez as vendas combinadas de automóveis com motor convencional a diesel ou a gasolina, com uma quota de mercado de 51,4. % das vendas de carros novos naquele mês.

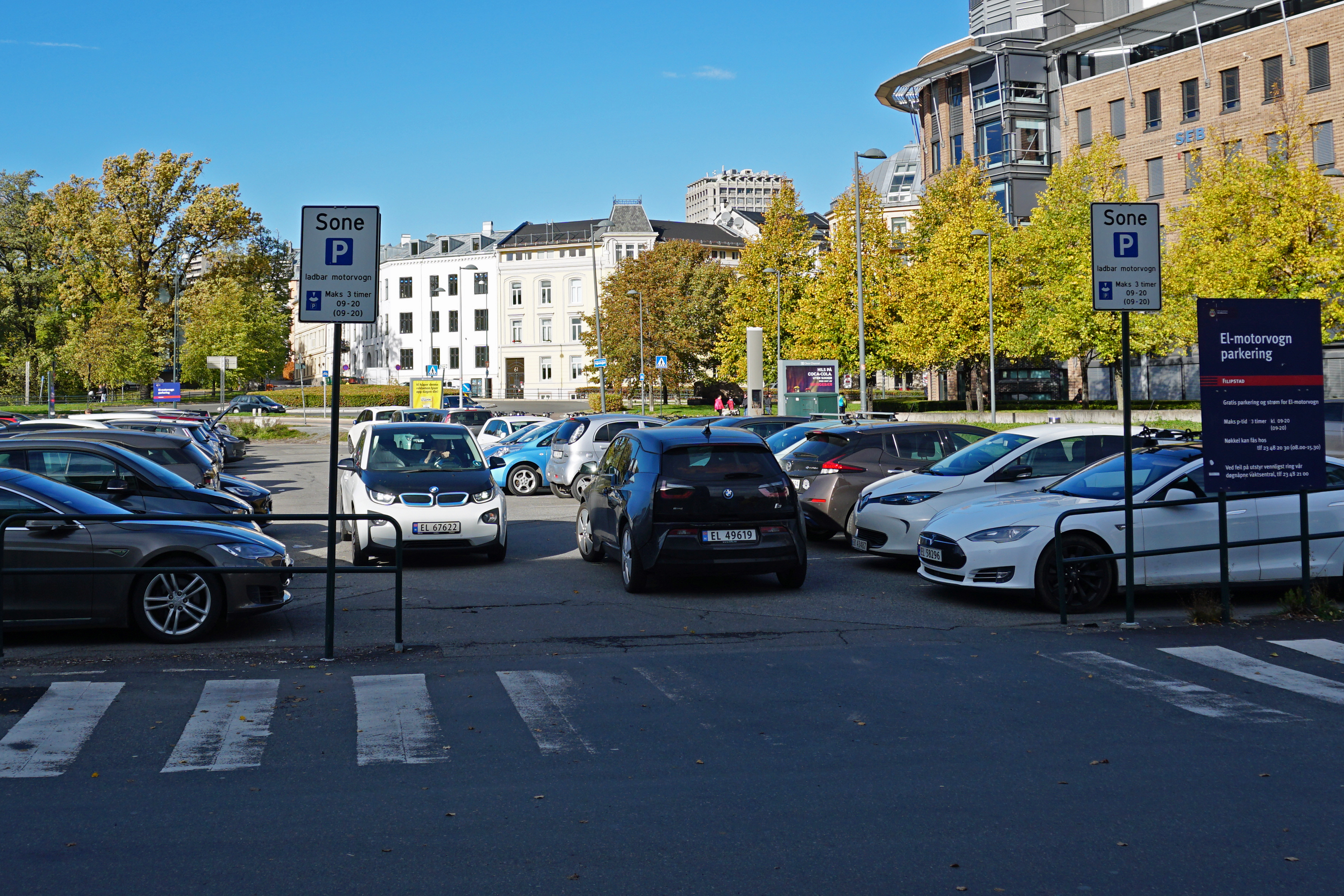
Estacionamento gratuito dedicado para carros elétricos em Oslo. Em outubro de 2018, 1 em cada 10 automóveis de passageiros nas estradas norueguesas era plug-in.

Em fevereiro de 2017, As entregas do Tesla Model S ultrapassaram a marca de 200.000 unidades durante o quarto trimestre de 2017. As vendas globais do Nissan Leaf atingiram a marca de 300.000 unidades em janeiro de 2018.

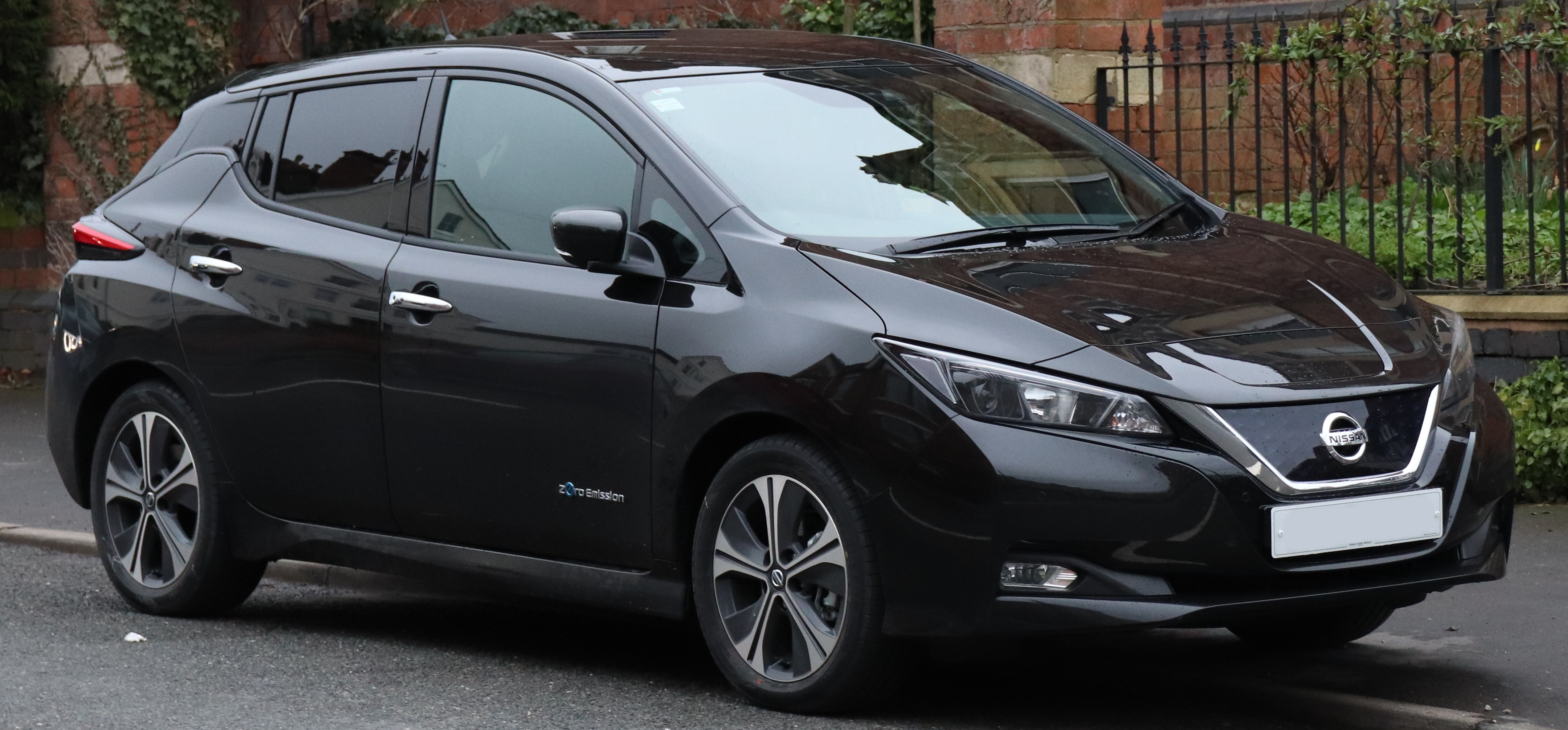
O Nissan Leaf foi listado como o carro de passageiros elétrico plug-in mais vendido de todos os tempos até dezembro de 2019, com 450.000 vendas globais.

A Tesla entregou seu 100.000º Modelo 3 em outubro de 2018. As vendas do Modelo 3 nos EUA atingiram a marca de 100.000 unidades em novembro de 2018, mais rápido do que qualquer modelo anterior vendido no país. O Modelo 3 teve um recorde histórico estimado de 139.782 unidades entregues, a primeira vez que um carro plug-in vendeu mais de 100 mil unidades em um único ano. Em 2018, pela primeira vez em qualquer país, um carro totalmente elétrico liderou as vendas anuais do segmento de automóveis de passageiros. O Tesla Model 3 listado como o carro elétrico plug-in mais vendido do mundo em 2018.

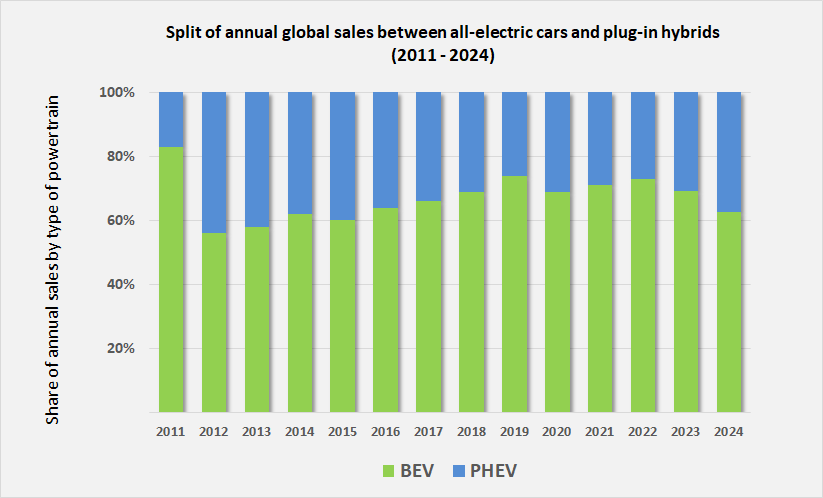
Evolução da relação entre as vendas globais de BEVs e PHEVs entre 2011 e 2023

Em janeiro de 2019, com 148.046 unidades vendidas desde o início no mercado americano, o Modelo 3 ultrapassou o Modelo S para se tornar o carro totalmente elétrico mais vendido de todos os tempos nos EUA Até 2019, o Nissan Leaf era o carro mais vendido do mundo. Carro elétrico legal para rodovias mais vendido da época, com vendas globais de 450.000 unidades até dezembro de 2019. O Tesla Model 3 terminou 2019 como o carro elétrico plug-in mais vendido do mundo pelo segundo ano consecutivo, com pouco mais de 300 mil unidades entregues.

O estoque global de automóveis de passageiros elétricos plug-in atingiu 5,1 milhões de unidades em dezembro de 2018, consistindo em 3,3 milhões de carros totalmente elétricos (65%) e 1,8 milhões de carros híbridos plug-in (35%). A proporção global entre BEVs e PHEVs tem mudado para carros totalmente elétricos, passou de 56:44 em 2012 para 60:40 em 2015 e aumentou de 69:31 em 2018 para 74:26 em 2019. Apesar do rápido crescimento experimentado, o segmento de carros elétricos plug-in representava apenas cerca de 1 em cada 250 veículos motorizados nas estradas do mundo no final de 2018.

### Década de 2020
O Tesla Model 3 ultrapassou o Nissan Leaf no início de 2020 para se tornar o carro elétrico mais vendido de todos os tempos, com mais de 500.000 unidades vendidas no total até março de 2020. No entanto, o Tesla Model Y é o veículo elétrico mais vendido em termos de unidades anuais. A Tesla também se tornou o primeiro fabricante de automóveis a produzir 1 milhão de carros elétricos em março de 2020.
As vendas globais do Modelo 3 ultrapassaram o marco de um milhão em junho de 2021, o primeiro modelo de carro elétrico a fazê-lo.

## Bicicleta elétrica
O principal fabricante de bicicletas elétricas a nível mundial é a China, em 2009 a registrou a produção de 22,2 milhões de unidades. No mundo, a Geoby é a principal fabricante de E-bikes. Pedego é o mais vendido nos EUA. A China responde por quase 92% do mercado mundial. Na China, o número de bicicletas elétricas nas estradas era de 120 milhões em 2010. Jiangsu Yadea, um renomado produtor de bicicletas elétricas na China, lidera o ranking da indústria de bicicletas elétricas.
Os primeiros modelos de bicicletas elétricas surgiram no final do século XIX. O escritório de patentes dos EUA registrou várias patentes de bicicletas elétricas desde 1895 a 1899 (Ogden Bolton patenteou a bicicleta movida a bateria em 1895, Hosea W. Libbey patenteou a bicicleta com motor elétrico duplo em 1897 e John Schnepf patenteou o motor elétrico com roda giratória).

## Cronograma de marcos

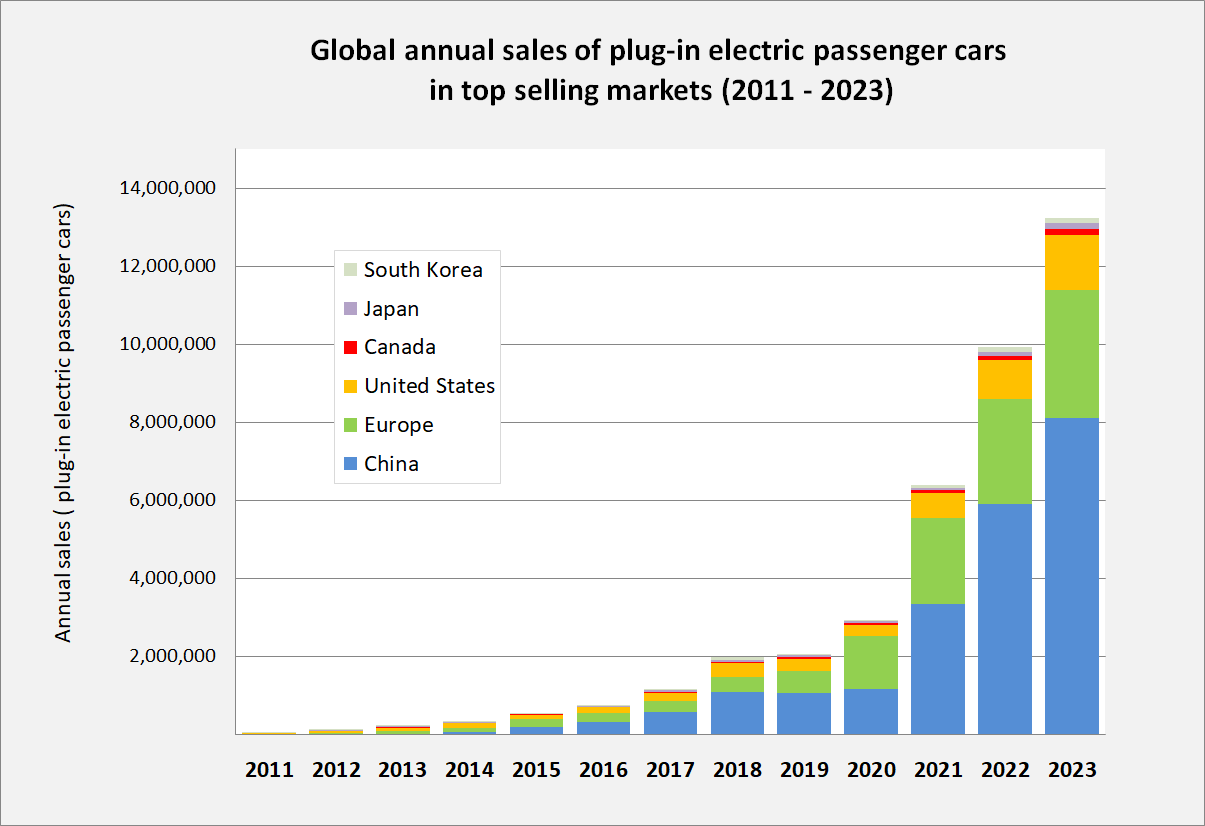
Evolução das vendas anuais de automóveis de passageiros elétricos plug-in nos principais mercados (países/regiões) do mundo entre 2011 e 2023

| Date                                                                                               | Cronologia dos marcos do veículo elétrico |
| -------------------------------------------------------------------------------------------------- | --- |
| 1875                                                                                               | A primeira linha de bonde elétrico do mundo operada em Sestroretsk, perto de São Petersburgo, Rússia, inventada e testada por Fyodor Pirotsky. |
| 1881                                                                                               | World's first commercially successful electric tram, the Gross-Lichterfelde tramway em Lichterfelde near Berlin in Germany built by Werner von Siemens. who contacted Pirotsky. It initially drew current from the rails, with overhead wire being installed in 1883. |
| 1882                                                                                               | The trolleybus dates back to 29 April 1882, when Dr. Ernst Werner Siemens demonstrated his "Elektromote" in a Berlin suburb. This experiment continued until 13 June 1882                                                                                             |
| 1883                                                                                               | Mödling and Hinterbrühl Tram, Vienna, Austria, first electric tram powered by overhead wire. |
| 1884                                                                                               | Thomas Parker built an electric car in Wolverhampton using his own specially designed high-capacity rechargeable batteries. |
| | Launch of the limited production General Motors EV1 |
| | Launch of Nissan Altra EV, becoming the first highway legal electric car to use lithium-ion batteries |
| | Launch of the Mitsubishi i-MiEV, the first modern highway legal series production electric car |
| | Nissan Leaf and Chevrolet Volt deliveries began |
| 2011                                                                                               | The Nissan Leaf passed the Mitsubishi i MiEV as the world's all-time best selling all-electric car |
| | Launch of the Tesla Model S |
| | 1% of all cars in use in Norway are plug-ins |
| | Cumulative global plug-in sales passed 1 million units. |
| | Global all-electric car/van sales passed 1 million. |
| | Cumulative global plug-in sales passed 2 million units |
| 5% of passenger cars on Norwegian roads are plug-ins                                               | |
| Early 2017                                                                                         | 1 millionth domestic new energy car sold in China |
| | Launch of the Tesla Model 3 |
| | Cumulative global plug-in sales passed 3 million units |
| | Annual global sales passed the 1 million unit mark |
| 5% of all cars in use in Norway are all-electric.                                                  | |
| Annual global market share passed 1% for the first time                                            | |
| First half 2018                                                                                    | 1 millionth plug-in electric car sold in Europe |
| | 1 millionth plug-in electric car sold in the U.S. |
| 2 millionth new energy vehicle sold in China (includes heavy-duty commercial vehicles)             | |
| Oct 2018                                                                                           | 10% of passenger cars on Norwegian roads are plug-ins |
| | 500,000th plug-in car sold in California |
| | Annual global sales passed the 2 million unit mark |
| Tesla Model 3 becomes first plug-in to exceed 100,000 sales in a single year                       | |
| | One out of two new passenger cars registered in Norway in 2019 was a plug-in electric car |
| Early 2020                                                                                         | The Tesla Model 3 surpassed the Nissan Leaf as the world's best selling plug-in electric car in history |
| | The Tesla Model 3 is the first electric car to sell more than 500,000 units since inception. |
| Tesla, Inc. becomes the first auto manufacturer to produce 1 million electric cars                 | |
| | 10% of all cars on the road in Norway are all-electric |
| | Nissan Leaf global sales reached 500,000 units. |
| Cumulative global plug-in sales passed the 10 million unit milestone                               | |
| The Norwegian plug-in car segment achieved a record annual market share of 74.7% of new car sales. | |
| Over 15% of all cars on Norwegian roads are plug-in electric.                                      | |
| | Tesla Model 3 global sales passed 1,000,000 units. |
| May 2022                                                                                           | Cumulative global plug-in sales passed the 20 million unit milestone |
| January 2023                                                                                       | EVs surpass 10% in global market share |
| May 2023                                                                                           | Tesla Model Y becomes the world's best selling vehicle |

## Veículos notáveis
A lista selecionada de veículos elétricos a bateria inclui (em ordem cronológica): 
| Nome                                           | Ano de produção | Quantidade produzida            | Classificação                                                                | Notabilidade |
| ---------------------------------------------- | --------------- | ------------------------------- | ---------------------------------------------------------------------------- | --- |
| Baker Electric                                 | 1899–1915       |                                 | 50 milhas (80 km)                                                            | Um dos primeiros carros elétricos. Maior montadora elétrica do mundo, em 1906                                                                             |
| Studebaker Electric                            | 1902–1912       | 1,841                           | 30–80 miles                                                                  | Um dos primeiros carros elétricos |
| Detroit Electric                               | 1907–1939       | 13,000                          | 80 milhas (130 km)                                                           | Mais de treze mil unidades fabricadas, tornando-o um dos primeiros veículos elétricos de maior sucesso                                                    |
| Henney Kilowatt                                | 1958–1960       | <100                            |                                                                              | First mass production electric car since they fell out of favour in the early 1900s.                                                                      |
| Sebring-Vanguard Citicar                       | 1974–1982       | 4,444 including variants        | Approximately 40 milhas (64 km)                                              | Most popular electric car of its time, post-war. |
| General Motors EV1                             | 1996–2003       | 1,117                           | 160 milhas (260 km)                                                          | First purpose-designed electric vehicle of the modern era from a major automaker and the first GM car designed to be an electric vehicle from the outset. |
| Honda EV Plus                                  | 1997–1999       | ~300                            | 80−110 milhas (−176,9 km)                                                    | First known vehicle from a major automaker to eschew the use of lead-acid batteries in favour of NiMH.                                                    |
| Toyota RAV4 EV                                 | 1997–2002       | 1,900                           | 87 milhas (140 km)                                                           | First electric vehicle to be publicly sold by Toyota |
| REVAi                                          | 2001–2012       | 4,000+                          | 50 milhas (80 km)                                                            | |
| Tesla Roadster                                 | 2008–2012       | 2,500                           | 220 milhas (350 km)                                                          | First vehicle by Tesla, Inc. |
| Mitsubishi i MiEV (Peugeot iOn/Citroën C-Zero) | 2009–           | 50,000 (2015)                   | 160 quilômetros (99 mi) (Japanese cycle) 62 milhas (100 km) (EPA cycle)      | First significantly popular production electric vehicle (over 50,000 sold).                                                                               |
| Nissan Leaf                                    | 2010–           | 470,000 (2020)                  | 109 milhas (180 km) (New European Driving Cycle)                             | Surpassed the Mitsubishi i-MiEV to become the most successful electric vehicle until the Tesla Model 3. Over 500,000 sold.                                |
| BYD F3DM                                       | 2010-2013       | 3,284                           | 97 km (60 miles)                                                             | First mass-produced plug-in hybrid automobile. |
| Renault Kangoo Z.E.                            | 2011–           | 50,000 (2020)                   |                                                                              | As of December 2019, the top-selling all-electric light commercial vehicle in Europe.                                                                     |
| Tesla Model S                                  | 2012–           | 200,000 (2017)                  | 348 milhas (560 km) Performance mode 402 milhas (650 km) Long Range Plus     | First clean-slate design from Tesla, Inc. |
| Renault Zoe                                    | 2013–           | 200,000 (2020)                  |                                                                              | Since 2020, Europe's all-time best selling plug-in electric car.                                                                                          |
| BMW i3                                         | 2013–           | 165,000 (2020)                  | 80 a 100 milhas (130 a 160 km)                                               | First purpose-designed electric car from BMW. |
| Chevrolet Bolt                                 | 2017–           | 51,600 (2018)                   | 238 milhas (380 km)                                                          | |
| Tesla Model 3                                  | 2017–           | More than 500,000 by March 2020 | 220 milhas (350 km) Standard version, 310 milhas (500 km) Long Range version | Most successful electric car worldwide, as of 2020. |